# A.C. Milan (chanson)
Pour l’article homonyme, voir A.C. Milan.
Singles de Booba
Tombé pour elle
(2012) T.L.T
(2013)
A.C. Milan est une chanson du rappeur français Booba. Il s'agit d'une chanson hors-album en réponse au clash avec Rohff et La Fouine.

## Composition et paroles
Booba diffuse dans la chanson un extrait des enregistrements audio entre la police et des usurpateurs s'étant fait passer pour des policiers et « durant lesquels sont listés plusieurs délits dans lesquels La Fouine pourrait avoir été impliqué ». Ces enregistrements sont issus du site ViolVocal. Il y compare La Fouine au tueur en série Émile Louis. Il tacle le rappeur Rohff en le surnommant « R.O.H.2 Fesses ».

## Promotion
La chanson sort au même moment sur Youtube que la chanson de La Fouine featuring Youssoupha Il se passe quelque chose. La Fouine a répondu au titre de Booba par Autopsie 5 en références aux mixtapes de Booba.

## Classement par pays
| Classement (2012)                       | Meilleure position |
| --------------------------------------- | ------------------ |
| Belgique (Wallonie Ultratop 50 Singles) | 19                 |
| France (SNEP)                           | 7                  |